# Archaeodictyna minutissima
Archaeodictyna minutissima là một loài nhện trong họ Dictynidae.
Loài này thuộc chi Archaeodictyna. Archaeodictyna minutissima được František Miller miêu tả năm 1958.